# كأس التحدي (زامبيا)
كأس التحدي في زامبيا أو كأس (BP Top Eight) هي بطولة إقصائية في كرة القدم الزامبية. تم إنشاؤها في عام 1962 ويتنافس عليها أفضل ثمانية فرق في الدوري. قبل استقلال زامبيا عام 1964، كانت تُعرف باسم كأس التحدي روديسيا الشمالية، وكان بإمكان الفرق من ذووي البشرة البيضاء فقط المشاركة. كان يسمى كأس التحدي BAT (1962-1968)، كأس تحدي شل (1969-1981) وكأس التحدي BP (منذ 1982) بسبب انسحاب الرعاة من البلاد.
قبل استقلال زامبيا في عام 1964 ، كانت تُعرف البطولة باسم كأس التحدي روديسيا الشمالية، وكان بإمكان الفرق من ذووي البشرة البيضاء فقط المشاركة.
كان يسمى كأس التحدي BAT (1962-1968) ، كأس تحدي شل (1969-1981) وكأس التحدي BP (منذ 1982)لكنه تغير بسبب انسحاب الرعاة الرسميين من البلاد.

## الفرق المتوجة[1]
1962: مدينة لوساكا.
1963: مدينة لوساكا.
1964: روكانا يونايتد (كيتوي).
1965: نشانجا رينجرز (تشينغولا) 5-2 مدينة لوساكا.
1966: روكانا يونايتد (كيتوي).
1967: موفوليرا واندررز.
1968: موفوليرا واندررز.
1969: موفوليرا واندررز.
1970: كابوي ووريورز.
1971: كيتوي يونايتد.
1972: كابوي ووريورز.
1973: نشانجا رينجرز (تشينغولا).
1974: روان يونايتد (لوانشيا).
1975: نادي جرين بافالوز لكرة القدم (لوساكا).
1976: نشانجا رينجرز (تشينغولا).
1977: نادي جرين بافالوز (لوساكا).
1978: موفوليرا واندررز.
1979: جرين بافالوز (لوساكا).
1980: ندولا يونايتد.
1981: نادي جرين بافالوز لكرة القدم (لوساكا)..
1982: السهام الحمراء (لوساكا).
1983: روان يونايتد (لوانشيا).
1984: موفوليرا واندررز.
1985: نادي جرين بافالوز (لوساكا).
1986: موفوليرا واندررز.
1987: زاناكو (لوساكا).
1988: زاناكو (لوساكا).
1989: كابوي ووريورز.
1990: باور ديناموس.
1991: كابوي ووريورز..
1992: نكانا (كيتوي).
1993: نكانا (كيتوي).
1994: موفوليرا واندررز.
1995: روان يونايتد (لوانشيا).
1996: موفوليرا واندررز.
1997: موفوليرا واندررز.
1998: نكانا (كيتوي).
1999: نكانا (كيتوي).
2000: نكانا (كيتوي).
2001: باور ديناموس.
2002: كابوي ووريورز.
2003: كابوي ووريورز.
2004: كيتوي يونايتد.
2005: كابوي ووريورز.
2006: زاناكو (لوساكا).
2007: كابوي ووريورز.
2008: نادي لوساكا ديناموس.